# Ansiea
Genre
Ansiea est un genre d'araignées aranéomorphes de la famille des Thomisidae.

## Distribution
Les espèces de ce genre se rencontrent en Afrique subsaharienne et en Arabie.

## Liste des espèces
Selon World Spider Catalog (version 18.0, 01/02/2017) :
- Ansiea buettikeri (Dippenaar-Schoeman, 1989)
- Ansiea tuckeri (Lessert, 1919)

## Étymologie
Ce genre est nommé en l'honneur d'Ansie S. Dippenaar-Schoeman.

## Publication originale
- Lehtinen, 2004 : Taxonomic notes on the Misumenini (Araneae: Thomisidae: Thomisinae), primarily from the Palaearctic and Oriental regions. European Arachnology 2003 (Proceedings of the 21st European Colloquium of Arachnology, St.-Petersburg, 4-9 August 2003). Arthropoda Selecta, Special Issue, vol. 1, p. 147-184 (texte intégral).